# Tramwaje w Brandenburgu an der Havel
Tramwaje w Brandenburgu – system tramwajowy działający w niemieckim Brandenburgu.

## Historia
1 października 1897 otwarto pierwszą linię tramwaju konnego na trasie Nicolaiplatz – Hauptstraße – Staatsbahnhof. Następne dwie linie otwarto 5 kwietnia 1902 na trasach: Rathaus – Planebrücke i Einstellung – Ringverkehrs. W 1910 miasto wykupuje spółkę która obsługiwała linię oraz podjęto decyzję o elektryfikacji linii. 1 kwietnia 1911 otwarto pierwszą linię tramwaju elektrycznego na trasie Staatsbahnhof – Altstädtischer Bahnhof, oznaczono ją kolorem zielonym. 16 kwietnia 1911 otwarto białą linię na trasie Rathaus – Planebrücke. 20 kwietnia wydłużono linię zieloną do Brielower Straße. Kolejną linię otwarto 24 grudnia 1912 na trasie Staatsbahnhof – Plaue oznaczono ją kolorem żółtym. W 1945, w czasie II wojny światowej, zawieszono ruch tramwajów z powodu zniszczeń wyrządzonych przez bombardowania. Jesienią 1945 odbudowano i uruchomiono część tras, a do października 1947 uruchomiono niemal cała sieć tramwajową. 1 lutego 1955 wprowadzono oznaczanie linii numerami. 19 grudnia 1965 zamknięto linię Otto-Nuschke-Straße – Planebrücke. 4 listopada 1973 otwarto nową linię nr 5 na trasie Quenzbrücke – Waldcafé Görden. 24 listopada 1985 otwarto nową trasę Hauptbahnhof – Hohenstücken Nord po której kursuje linia nr 9. 31 marca 1996 sprzedano zajezdnię Plaue. W 2000 przeniesiono całe zaplecze techniczne do zajezdni przy Upstallstraße.

## Linie
W Brandenburgu istnieją 4 linie:
| numer linii | trasa                              |
| ----------- | ---------------------------------- |
| 1           | Hauptbahnhof – Anton-Saefkow-Allee |
| 2           | Hauptbahnhof – Quenzbrücke         |
| 6           | Hauptbahnhof – Hohenstücken Nord   |
| 12          | Anton-Saefkow-Allee – Quenzbrücke  |

## Tabor
4 października 1979 rozpoczął eksploatację pierwszy tramwaj Tatra KT4D. We wrześniu 1995 dostarczono pierwsze tramwaje MGT6D. W latach 1997–1998 zmodernizowano 10 tramwajów Tatra KT4D na KTNF6. Modernizacja polegała na wstawieniu środkowego członu z niskopodłogowego.
Obecnie w Brandenburgu an der Havel eksploatowanych jest 19 tramwajów, w tym 14 tramwajów niskopodłogowych:
- Tatra KT4D 5 sztuk
- Tatra KTNF6 10 sztuk
- MGT6D 4 sztuki